# 5176 Йоіті
5176 Йоіті (5176 Yoichi) — астероїд головного поясу, відкритий 4 січня 1989 року.
Тіссеранів параметр щодо Юпітера — 3,291.
Названо на честь Йоїті (яп. よいち(余市)).